# Brazosa larocai
Brazosa larocai är en insektsart som beskrevs av Keti Maria Rocha Zanol 1989. Brazosa larocai ingår i släktet Brazosa och familjen dvärgstritar. Inga underarter finns listade i Catalogue of Life.